# Vision de Fulrad

Le texte de la vision de Fulrad narre les souffrances de Fulrad lors de son passage dans l'au-delà. Ce qui le distincte aux autres récits de vision de l'au-delà rapportés qu'on retrouve au IXe siècle, c'est que le visionnaire n'y fait pas un voyage pour le royaume des morts, mais le dépeint plutôt ici et là-bas à la fois. Ses souffrances physiques ne sont qu'un pâle reflet de ce qu'il vit dans l'autre monde. L'homme ne visite pas l'enfer, mais subit son châtiment dans un espace aménagé où démons et anges sont des forces antinomiques dirigeant la peine des êtres présents. En plus, de ces êtres assez banals pour ce type de récit, se retrouve la présence du tonnerre et d'éclair gardant l'entrée de l'enfer.

## Contexte de production
La vision de Fulrad (Floradus) est un texte assez court qu'on retrouve sous le nom de « visio terribilis » dans la chronique de Saint-Maixent (Maillezais), un manuscrit latin de la bibliothèque nationale à Paris. L'auteur y a recopié différent manuscrit attribué à un moine de Saint-Maixent en 1124. Elle est adressée à l'abbé Heito au sujet de Floradus (Fulrad). Sans qu'on ne sache pourquoi, le texte retrouvé dans ce manuscrit semble tronqué.

## Datation
Même si le texte n'est pas daté, il peut être estimé entre 784 et 823. Soit après la mort de Fulrad (mentionné dans le texte) en 784 et avant la résignation d'Heito en 823 officiant comme abbé de Reichenau et évêque de Bâle (portant le titre honorifique de Père dans le texte). De plus, si l'on se fie à la chronologie des textes assemblés par le copiste, les faits racontés se seraient produits avant 830, date inscrite dans l'introduction du texte suivant.

## Résumé
La vision de Fulrad est ici le rapport d'une vision de ses souffrances par un témoin non identifié. Ce dernier, à la fête de la Purification de sainte Marie, parti baptiser durant la nuit un enfant, fait la rencontre de Fulrad alors seul dans sa chambre. Fulrad est alors entièrement nu, se tordant d'un côté puis de l'autre, couvert d'une couverture par moments, et comme soumis à un martyr ou l'anxiété et à la brûlure d'un feu invisible au narrateur ; c'est du moins ce qui est rapporté dans le texte. Sa peau est d'un rouge feu et il crie à haute voix ses torts à expier comme raison de son état. Ne remarquant pas la présence du témoin, comme sous l'emprise de l'extase, ce n'est que lorsqu'il est interpellé qu'il commence à raconter les châtiments qui le tourmentent à ce moment. Il se trouve ainsi entre deux bêtes qui le déchirent de leurs cornes sur les ordres d'un démon. Soumis à ce même châtiment, se trouve aussi un confrère nouvellement décédé du nom de Théodule (Théodulfe). Le second châtiment vécu dans cet autre monde qu'il décrit est celui du tonnerre et de jets de feu provenant de l'enfer qui le remplit autant de terreur qu'il est accompagné de brûlure du côté de corps lui faisant face. Ces châtiments sont par moments apaisés par la présence d'un ange venu limiter la furie que déverse sur lui le démon par les deux bêtes. Ce repos lui est accordé sur les prières des croyants en sa faveur et ceci pendant la durée de 3 ans de sa pénitence, après quoi, il sera délivré par Dieu. Le rapport se termine par le narrateur, poussé par la curiosité, lui demandant les noms des autres personnes présentes avec lui dans ce lieu, noms qu'il oubliera.

## Lieux
D'une part, les lieux de la vision sont flous, on ne sait pas si c'est un fait rapporté ou une vision de Fulrad lui-même vivant une vision. Bien que le lieu décrit où est présent le corps de Fulrad semble avoir une existence physique, soit dans une autre chambre sous le même toit où loge le narrateur, on ne précise pas de quel est ce bâtiment il s'agit.
D'autre part, la description du lieu de son tourment très onirique n'est ni nommée ni clairement définie ; ce n'est qu’un autre lieu où démon et anges comme bêtes effroyables existent et où une partie de l'homme peut y être torturée tout en affectant aussi le corps physique ces derniers. C'est un endroit ténébreux pouvant se rapprocher de l' Énéide écrit par Virgile et qui a marqué toutes les visions rapportées au Moyen Âge.
Finalement, pour une raison non identifiée, Fulrad ne semble pas voir la totalité des gens présents. Mais il arrive tout de même à identifier certains proches du narrateur, mais à aucun moment il ne parlera de foule comme si le tourment qu’il subit était personnalisé ou imposé à un petit groupe particulier.

## État physique
Cette vision n'est pas sans rappeler celle de Barontus qui, devenu muet et comateux reçu une vision de l’au-delà ou celle de Fursey rapporté par Bede lui aussi malade lors de sa visite de l'au-delà. Or ici, c’est plutôt à travers une crise de démence, des hallucinations ou un cauchemar vécu qu’est racontée la vision, son esprit conscient du narrateur. Son corps nu est tourmenté dans son lit, se retournant sans cesse et montrant des signes de brûlure ou de grande chaleur. Ainsi, l'on peut lire « il s'agitait rempli d'anxiété […] sa chair par sa très grande rougeur ressemblait plus à du feu qu'à de la chair». Cet état peut rationnellement expliquer sa nudité à l’exception d’une couverture qu'il porte par moments, mais cette description peut aussi synthétiser la grande anxiété vécue par les gens de l'époque face à la mort ainsi que le symbolisme lié au retour de l’âme vers l’autre monde tel y en est venu avant la naissance comme l'on peut lire dans l'Ecclésiaste : « Il doit quitter cette terre comme il est arrivé, quand il est sorti du ventre de sa mère, c'est-à-dire tout nu. Il n’a rien retiré de son travail, il ne peut rien emporter avec lui. C’est un grand malheur pour lui : il doit quitter le monde comme il est arrivé. ». Or, cette vue est déstabilisante pour le témoin et l'émeut parce que Fulrad était un personnage estimé étant abbé à cette époque. Plus loin, l'homme indiquera que la souffrance de son corps et de son esprit n’est qu’une partie de son châtiment comme s'il subissait sa peine à deux endroits à la fois.

## Péchés
Lorsque le narrateur rencontre Fulrad, ce dernier semble délirer et condamne à haute voix ses vices : « Malheur à toi misérable, comment as-tu pu aimer les plaisirs du monde […] C'est pourquoi maintenant tu supportes une nudité si honteuse. Quel profit as-tu retiré du désir de ta bouche ? De ton orgueil ? De ta somnolence ? De ta tiédeur ? De l'oisiveté que tu aimais ? ». N'étant pas en enfer, on peut conclure qu'il n'a pas commis l’irréparable qui le qualifierait de « valde mali », terme que Saint Augustin a introduit dans l' Enchiridion. Ce sont plutôt des péchés mineurs le qualifiant de « non valde mali » qu'il expie. Bien que ses péchés soient mineurs, la scène est empreinte d'ascétisme et lui interdise de rentrer facilement au paradis avec les « valde boni », et il doit en payer sa dette sous un terme de 3 ans sous le regard miséricordieux de Dieu. Ce châtiment est une préparation à la rencontre d’un Dieu très saint dont l'Homme n'est pas digne de rencontrer, mais qui être allégé par les prières des croyants en sa faveur tout comme Saint-Augustin le notait dans l' Enchiridion. Or, le narrateur semble faire abstraction de l’avantage procurer dans son cas des sacrifices de l'autel et des aumônes comme autres moyens de propitiation. Peut-être est-ce du fait que Fulrad était au service de l’Église et qu'en tant que tel, ces moyens pourraient être sous-entendus comme évidemment déjà accomplis.

## Êtres présents dans l'au-delà
Comme bien des récits de l'au-delà, nous y retrouvons les démons et les anges ; les premiers sont présents pour infliger les supplices comme ceux qu’on retrouve dans le récit de Bede où ils se disputent son sort. Mais ici, l’auteur les germanise, les en compare plutôt aux bourreaux locaux allant jusqu’à mettre dans leurs bouches des expressions que le narrateur ne connait pas : « Et quand il [Fulrad] dit piquez, piquez […] Je n’avais jamais entendu ce mot auparavant […] Il [Fulrad] dit : chez les bourreaux de ce lieu, on dit trouer. »

## Anges et démons
Dans cette vision, les anges sont des antagonistes venues limiter les souffrances infligées au pénitent et qui lui donner un avant-goût du paradis. Cet aspect différent des textes du même genre où ils sont des guides comme dans l' Apocalypse de Paul à moins que l’on considère que la nature même de l’ange soit un guide vers la félicité et le démon, une figure pour dégoûter l’homme de l’enfer. La représentation de ces êtres le rapproche plutôt de celle qu’on retrouve avec Bede et son récit de Fursey encore une fois.
Ces derniers et les démons viennent calmer, ou pour les seconds, exciter les deux bêtes utilisées pour châtier l'autre corps de Fulrad, dans le récit. Elles n'y sont décrites que comme « deux bêtes très sauvages aux cornes pointues » qui déchire la chair de Fulrad, mais aussi de Théodule selon ses visions du lieu.

## Orage terrible
Le dernier être ou objet se manifestant est le tonnerre ou un terrible orage sortant de nuages obscurs du côté de l’enfer qui non seulement terrifie Fulrad, mais lui brûle la peau par des jets de feu là où il est directement exposé. L'élément pourrait soit venir du folklore germanique où le tonnerre est lié aux dieux ou au passage dans l' Apocalypse de Jean où on lit « Du trône partaient des éclairs, des bruits de voix et des coups de tonnerre. » mais aussi « Puis l'ange prit le brûle-parfum, le remplit du feu de l’autel et le jeta sur la terre. Il y eut aussitôt des coups de tonnerre, des bruits de voix, des éclairs et un tremblement de terre ». Bien que dans cette citation le feu vienne plutôt de l'autel que de l'enfer, ne peut s'écarter l'idée que ces éléments soient aussi lié à l'aspect de purification de l'âme de Fulrad étant un concept classique dans la littérature visionnaire.

## Autres personnages
Parmi ces gens, on retrouve Théodule, un confrère récemment décédé tout comme Léodulfe et la sœur du narrateur sans toutefois pouvoir vérifier leur identité. Quant aux autres noms que le moine aurait nommé, le narrateur dit les avoir oubliés dû à une crainte qu’on ne saura jamais, le texte étant tronqué à partir de ce moment. Mais tout porte à croire que ces personnes devaient être connues de l’abbé Haito, la lettre lui étant destinée. sans toutefois le rassuré, leur sort étant incertains sauf dans le cas de Théodule, lui aussi expiant ses fautes avec Fulrad. Mais il est au moins intéressant de noter la différence avec la vision de Wettin dont l’un de ses écrits précède la vision de Fulrad. Le copiste de la chronique de saint-Maixent devait connaître l’existence de cette autre vision pour en avoir fait mention à la fin de cet écrit retranscrit soit sous la plume de Haito ou la version donnée par Walafrid Strabo, son étudiant et ami personnel. Dans celle-ci, le visionnaire y nomme plutôt des dignitaires et semble avoir des visées politiques, ce qui n'est pas le cas ici, les châtiments ne concernant probablement que des clercs comme les autres récits de vision des siècles précédents.